# 坂口芳貞
坂口 芳貞（さかぐち よしさだ、1939年10月2日 - 2020年2月13日） は、日本の俳優、演出家、声優。文学座所属。
東京府（現東京都）出身。

## 来歴
学習院高等科、北海道大学文学部卒業。
大学1年生の5月ぐらいに一緒に進学した高校の同級生が演劇好きで演劇研究会に所属しており、「お前、体力があるからタタキ手伝ってくれよ」と言われ「うん、いいよ」と承諾した。その時に部室に先輩たちが何人かおり、「ちょっとこれ読んでくれよ」と言われたところ戯曲があった。「僕は役者とかで呼ばれて来たんじゃないんですよ。タタキ手伝いに来たんです」と説明したが「いいじゃないか、読んでみてよ」と言われ、書籍を読んでみたことで演劇を始める。
1963年に文学座附属演劇研究所に第3期生として入所。
1967年に文学座の座員となり、人見嘉久彦作『友絵の鼓』で初舞台。
2011年から文学座附属演劇研究所所長。
桜美林大学総合文化学群教授、同学群の演劇専修長 を経て、同大学名誉教授。
2016年に大腸癌を発症し、晩年は闘病しながら活動を続けた。2019年末に体調が悪化、翌年2020年2月13日10時9分、大腸癌のため東京都内の自宅で死去。80歳没。遺作は長年吹替を務めたモーガン出演の映画で2019年10月末に収録された『ポイズンローズ』。翌月公開された『エンド・オブ・ステイツ』は療養中で出演できず、坂口に次いでモーガンの吹替を担当していた池田勝がニック・ノルティと兼任する形で引き継いだ。

## 人物
モーガン・フリーマンの大半の吹き替えを務めており、過去にはダニー・グローヴァーやジェームズ・アール・ジョーンズ、ショーン・コネリー、トミー・リー・ジョーンズの吹き替えも複数担当していた。
専属（フィックス）として長年に渡り担当したモーガン・フリーマンに関しては「クソ真面目かと思うとそうじゃなかったり、声が非常に高いかと思うと急に低くなったり。どこで息を吸ってるのかなと思うくらい息を継ぐ隙もなくて。シリアスさとユーモアがすぐに来るので、この人を吹き替えるのは難しいですね。いつも苦労していますよ」と語っている。フリーマンの演技について『ダニー・ザ・ドッグ』（テレビ東京版）収録時の2007年のインタビューでは「モーツァルトのクラシック、それにジャズとかがすごく似合ってるんだよね。私自身には似合ってないけど(笑)」と話し、12年後である『ウォンテッド』（BSテレ東版。ソフト版に引き続きフリーマンに坂口を起用することが本作の吹替を新録する上での条件の一つだったという）収録時は「老いて益々盛んですね」と感心していた。
また、『ロビン・フッド』（テレビ東京版）ではフリーマンが「わが名はアジーム・エディンバシャール・アル・バキール！」と雄叫びを上げるシーンを一発で決め、スタジオ中では拍手が起きたという。
昔から黒人役が多かったといい、初のレギュラーも『黒いジャガー』のリチャード・ラウンドトゥリーであった。このことに関して「声がハスキーだから乱暴な役が多いんです(笑)」と述べ、二枚目役は昔からあまりなかったものの『冒険者たち』でアラン・ドロンを一度だけ吹き替えたことが印象的であったと述べている。
「今後声をアテてみたい俳優は？」とインタビューで聞かれた際には「ニコラス・ケイジがうんと老けたら、その役をやってみたい」と答えており、「それまではね、頑張って長生きしたいですよ」と話していた。

## 後任
坂口の療養及び死後、持ち役を引き継いだ人物は以下の通り。
| 後任       | キャラクター名           | 概要作品                                 | 後任の初担当作品               |
| ---------- | ------------------------ | ---------------------------------------- | ------------------------------ |
| 池田勝     | アラン・トランブル大統領 | 『エンド・オブ・ホワイトハウス』シリーズ | 『エンド・オブ・ステイツ』     |
| 土師孝也   | ゲリー・ストライダム     | 『バキ』                                 | 『範馬刃牙』                   |
| 菅生隆之   | エリオット・メイソン     | 『MACGYVER/マクガイバー』                | シーズン4の第19話              |
| 堀内賢雄   | サイラス・ラムズボトム   | 『怪盗グルー』シリーズ                   | 『ミニオンズ フィーバー』      |
| 岩崎ひろし | サイラス・ラムズボトム   | 『怪盗グルー』シリーズ                   | 『怪盗グルーのミニオン超変身』 |
| 石田圭祐   | パウエル                 | 『ダイ・ハード』                         | スターチャンネル追加収録部分   |
| 石田圭祐   | クルーガー伍長           | 『戦争のはらわた』                       | 『戦争のはらわたⅡ』            |

## 出演

### テレビドラマ
- 記念樹 第8話「兄さん お父さん」（1966年）
- 大河ドラマ（NHK）
  - 春の坂道（1971年） - 孫右衛門
  - 国盗り物語（1973年） - 鳥居元忠
  - 勝海舟（1974年） - 郡司千左衛門
  - 黄金の日日（1978年） - 組頭
  - 草燃える（1979年） - 紀行景
  - 獅子の時代（1980年） - 弁士
  - 翔ぶが如く（1990年） - 関勇徳
  - 八代将軍吉宗（1995年） - 小笠原長重
  - 葵 徳川三代（2000年） - 中村一氏
  - 功名が辻（2006年） - 村長
  - 軍師官兵衛（2014年）
- 土曜日の女シリーズ 天使が消えていく（1973年、NTV）※第3回は坂口吉貞でクレジット
- 八州犯科帳 第7話「絵馬堂に消えた女」（1974年、CX / C.A.L） - 宿役人
- 隠し目付参上 第9話「御仏は美男におわすか」（1976年、TBS）
- 俺たちの旅 第24話「男の道はきびしいのです」（1976年、NTV）
- 太陽にほえろ!（NTV）
  - 第194話「兄妹」（1976年）
  - 第322話「誤射」（1978年）
  - 第411話「長さんが人を撃った」（1980年）
- 土曜ドラマ / 松本清張シリーズ・依頼人（1977年、NHK） - 若手弁護士
- 青春ド真中!（1978年、NTV） - 加賀山宗雄 役
- 特捜最前線 第116話「真夜中のデッドアングル!」（1979年、ANB）
- 仮面ライダースーパー1 第8話「闘え一也！死のドグマ裁判」（1980年、MBS） - 海野
- 御宿かわせみ 第1話「水郷から来た女」（1980年、NHK） - 番頭
- 本日も晴天なり（1981 - 1982年） - 東島巡査 役
- Gメン'82 第6話「サラ金に来た雨合羽の男」（1982年、TBS） - サラ金店長
- モモ子シリーズ1「十二年間の嘘 乳と蜜の流れる地よ」（1982年、TBS） - トルコ風呂のマネージャー
- 父の詫び状（1986年、NHK） - 体育教師
- 銭形平次 第16話「神田川心中」（1987年、NTV） - 富坂辰蔵 役
- 氷点（1989年、ANB）
- 火曜サスペンス劇場 / 殺人捜査（1992年、NTV）
- 腕におぼえあり2（1992年、NHK） - 住職
- 松本清張一周忌特別企画・或る「小倉日記」伝（1993年、TBS） - ナレーション
- 土曜ワイド劇場 / 松本清張没後10年企画・疑惑（2003年、ANB） - 木下保 役
- 警視庁・捜査一課長（2018年） ‐ 村本康晴 役

### 映画
- 海抜0米（1964年）
- エロス+虐殺（1970年 吉田喜重監督、現代映画社製作、日本アート・シアター・ギルド配給）
- 戦争と人間 第一部 運命の序曲（1970年 山本薩夫監督、日活）
- 戦争と人間 第二部 愛と悲しみの山河（1971年 山本薩夫監督、日活）
- 兄消える（2019年 西川信廣監督、「兄消える」製作委員会）

### 舞台
- 東京原子核クラブ（2006年、俳優座） - 大久保彦次郎
- 定年ゴジラ（文学座）
- 城
- くたばれハムレット
- 月がとっても蒼いから
- 人が恋しい西の窓
- ホームバディ/カブール
- 風と共に去りぬ（2011年、帝国劇場） - ミード博士
- 三人姉妹（2012年、紀伊国屋ホール） - 演出
- 棲家（2019年、札幌・シアターZOO）

### テレビアニメ
1979年
- ルパン三世 (TV第2シリーズ)（ウルフ）

1981年
- 六神合体ゴッドマーズ（バール）

1996年
- るろうに剣心 -明治剣客浪漫譚-（多西組長、千本屋与兵衛、大久保利通）

1999年
- アレクサンダー戦記（フィリポスII世）
- 週刊ストーリーランド（魔人、国務長官）
- 名探偵コナン（間宮満）

2001年
- 破壊魔定光（イド）

2005年
- MONSTER（カレル・ランケ大佐）

2006年
- 蟲師（ムジカ）
- 妖怪人間ベム（第2作）（画商）

2007年
- シグルイ（鳥居土佐守成次）

2010年
- テガミバチ REVERSE（老人）

2016年
- ルパン三世 PART IV（マーティン）

2018年
- バキ（ゲリー・ストライダム〈初代〉）

### 劇場アニメ
- 世界名作童話 アラジンと魔法のランプ（1982年、指輪の精）
- 六神合体ゴッドマーズ（1982年、バール[25]）
- 走れメロス（1992年、アレキス）
- 人狼 JIN-ROH（2000年、塔部八郎、ナレーション）
- 茄子 アンダルシアの夏（2003年、監督）
- ジョジョの奇妙な冒険 ファントムブラッド（2007年、トンペティ）
- チベット犬物語 〜金色のドージェ〜（2012年、ティリン）
- ももへの手紙（2012年、大おじ〈貞浜サチオ〉）

### OVA
- アップルシード（1988年、ブリアレオス）
- ロードス島戦記（1990年 - 1991年、ギム）
- 暗黒神伝承 武神（1992年、僧正）
- 世界の光 親鸞聖人（1992年、弁空）
- 超時空要塞マクロスII -LOVERS AGAIN-（1992年、エクセグラン総司令）
- ブラック・ジャック（1995年、エルネスト）
- 銀河英雄伝説外伝 螺旋迷宮（2000年、コーゼル大将）
- バイオニクル マスク・オブ・ライト ザ・ムービー（2003年、ツラガワカマ）
- バイオニクル2 メトロ・ヌイの伝説（2004年、ツラガワカマ）
- 茄子 スーツケースの渡り鳥（2007年、パオパオビール監督）

### ゲーム
- ロードス島戦記〜灰色の魔女〜（1988年、ギム）
- ロードス島戦記II〜五色の魔竜〜（1991年、ギム）
- サクラ大戦3 〜巴里は燃えているか〜（2001年、レオン）
- ファイナルファンタジーXII（2006年、最長老ウバル＝カ）

### 吹き替え

#### 俳優
ジェームズ・アール・ジョーンズ
- コナン・ザ・グレート（タルサ・ドゥーム）※テレビ朝日版
- スター・ウォーズ エピソード4/新たなる希望（ダース・ベイダーの声）※日本テレビ版2･3
- フィールド・オブ・ドリームス（テレンス・マン）※ビデオ版
- UFOとの遭遇（バーニー・ヒル）※TV版

ジョン・リスゴー
- ハリーとヘンダスン一家（ジョージ・ヘンダスン）※ソフト版
- フットルース（ショー・ムーア）※フジテレビ版
- モンタージュ 証拠死体（ラリー）

ジョン・エイモス
- 救命医ハンク2 セレブ診療ファイル（ハリソン・フィリップス）
- ザ・ホワイトハウス（フィッツウォレス統合参謀本部議長）※シーズン2まで
- バッド・アス マッド・リベンジ（アール・モーガン）
- ロックアップ（メイズナー）※日本テレビ版

ショーン・コネリー
- アンタッチャブル（ジム・マローン）※ソフト版
- インディ・ジョーンズ/最後の聖戦（ヘンリー・ジョーンズ）※テレビ朝日版
- エントラップメント（マック）※テレビ朝日版
- ザ・ロック（ジョン・パトリック・メイソン）※テレビ朝日版
- レッド・オクトーバーを追え!（マルコ・ラミウス）※テレビ朝日版

ダニー・グローヴァー
- ゴーン・フィッシン'（ガス・グリーン）
- ザ・ロイヤル・テネンバウムズ（ヘンリー・シャーマン）
- 聖者の眠る街（ジェリー）
- リーサル・ウェポン3（ロジャー・マータフ）※ソフト版
  - リーサル・ウェポン4 ※ソフト版、日本テレビ版

トミー・リー・ジョーンズ
- スペース カウボーイ（ホーク・ホーキンズ）※ソフト版
- チアガール VS テキサスコップ（ローランド・シャープ）
- メン・イン・ブラック（K）※ソフト版
  - メン・イン・ブラック2 ※劇場公開版

ビル・コッブス
- デモリションマン（ザッカリー・ラブ）※テレビ朝日版
- ナイト ミュージアム（レジナルド）
- ナイト ミュージアム/エジプト王の秘密（レジナルド）

モーガン・フリーマン
- アウトブレイク（ビリー・フォード准将）※日本テレビ版
- アメリカン・ミュージック・ジャーニー（ナレーション）
- アンダー・サスピション（ヴィクター）※ソフト版、テレビ東京版
- 安息の地（ルーサー・ジョン）※NHK版
- インビクタス/負けざる者たち（ネルソン・マンデラ）
- ウォンテッド（スローン）※劇場公開版、BSテレ東版
- エンド・オブ・ホワイトハウス（アラン・トランブル下院議長）
  - エンド・オブ・キングダム（アラン・トランブル副大統領）

- オブリビオン（マルコム・ビーチ）
- グランド・イリュージョン（サディアス・ブラッドリー）
  - グランド・イリュージョン 見破られたトリック

- くるみ割り人形と秘密の王国（ドロッセルマイヤー）
- ゴーン・ベイビー・ゴーン（スクルーダー〈ジャック・ドイル刑事〉）
- コレクター（アレックス・クロス博士）※テレビ朝日版
- 最高の人生の見つけ方（カーター）※ソフト版、テレビ朝日版
- ザ・エッグ 〜ロマノフの秘宝を狙え〜（キース・リプリー）
- ジーサンズ はじめての強盗（ウィリー・デイビス）
- ショーシャンクの空に（レッド）※TBS版
- スパイダー（アレックス・クロス博士）※テレビ朝日版
- セブン（ウィリアム・サマセット）※ソフト版
- その女諜報員 アレックス（上院議員）
- ダニー・ザ・ドッグ（ミッチ・ブラッドリー）※ソフト版、テレビ東京版
- テッド2（パトリック・ミーアン）
- トータル・フィアーズ（ウィリアム・キャボット）※ソフト版
- トランセンデンス（ジョセフ・タガー）
- ハイ・クライムズ（チャーリー・グリムス）※テレビ朝日版
- バットマン ビギンズ（ルーシャス・フォックス）※日本テレビ版
  - ダークナイト※テレビ朝日版

- F.R.A.T./戦慄の武装警察（アシュフォード）
- ベスト・バディ（デューク）
- ポイズンローズ（ドク）
- ミリオンダラー・ベイビー（エディ・デュプリス）※ソフト版、テレビ東京版
- 許されざる者（ネッド・ローガン）※テレビ朝日版
- ラスト・ナイツ（バルトーク卿）
- ラストベガス（アーチー・クレイトン）
- LUCY/ルーシー（ノーマン博士）
- RED/レッド（ジョー・マシスン）
- ロビン・フッド（アジーム）※テレビ東京版

ロバート・デュヴァル
- シビル・アクション（ジェローム・フェイチャー）
- ディープ・インパクト（スパージョン・“フィッシュ”・タナー）
- フォーリング・ダウン（プレンダガスト刑事）※テレビ朝日版

#### 映画
- アーノルド・シュワルツェネッガーのSF超人ヘラクレス（ゼウス）
- 愛と青春の旅だち（エミール・フォーリー軍曹〈ルイス・ゴセット・ジュニア〉）※フジテレビ版
- アイリス（ジョン・ベイリー〈ジム・ブロードベント〉）
- アウトロー（フレッチャー〈ジョン・ヴァーノン〉）※テレビ朝日版
- 悪魔のいけにえ（コック〈ジム・シードー〉）※テレビ東京版
- アラビアのロレンス（アンソニー・クイン）※テレビ東京版
- アルゴ探検隊の大冒険（ヘルメス）※テレビ朝日版
- アルマゲドン（ナレーション〈チャールトン・ヘストン〉）※フジテレビ版
- 怒りのエクスタミネーター 地獄の標的（タガート保安官）
- イル・ポスティーノ（ジョルジョ）
- インディ・ジョーンズ/魔宮の伝説（モラ・ラム〈アムリーシュ・プリー〉）※ソフト版
- インディ・ジョーンズ/クリスタル・スカルの王国（チャールズ・スタンフォース学部長〈ジム・ブロードベント〉[34]）
- インデペンデンス・デイ（ジュリアス・レヴィンソン〈ジャド・ハーシュ〉[35]）※テレビ朝日版
- ヴィゴ カメラの前の情事（ジェラール〈ジェームズ・フォークナー〉）
- ウエスト・サイド物語（シュランク警部補〈サイモン・オークランド〉）※テレビ東京版
- 宇宙からのツタンカーメン（ケン・メルローズ博士）
- 宇宙空母ギャラクティカ（アダマ司令官〈ローン・グリーン〉）※BD版
- ウルヴァリン:SAMURAI（矢志田〈ハル・ヤマノウチ〉）
- エアベンダー（寺院の老人）
- エアポート'77/バミューダからの脱出（マーチン〈クリストファー・リー〉）※テレビ朝日版
- エア・リベンジャー 撃墜（ホワイト将軍〈ケン・ハワード〉）
- エクスカリバー（ユリエンズ）
- F/X 引き裂かれたトリック（ワレンジャー）
- エンゼル・ハート（トゥーツ・スウィート）※フジテレビ版、テレビ朝日版
- オーバー・ザ・トップ（ブル・ハーリー）※フジテレビ版、（ジェイソン・カトラー〈ロバート・ロッジア〉）※テレビ朝日版
- オーメン（ジェニングス〈デビッド・ワーナー〉）※LD版
- オセロ（ブラバンショ）
- おばあちゃんの贈り物（オーティス〈エド・ベグリー・ジュニア〉）※NHK版
- カウガールズ・アンド・エンジェルズ（テレンス・パーカー〈ジェームズ・クロムウェル〉）
- カル（オ刑事）
- 華麗なる相続人（イーボ〈オマル・シャリーフ〉）
- QUBE RED（ヒルベルト〈ルイス・オマール〉）
- グラディエーター（プロキシモ〈オリヴァー・リード〉）※テレビ朝日版
- クリスティーン（ウィル・ダーネル〈ロバート・プロスキー〉）※テレビ朝日版
- グレイストーク -類人猿の王者- ターザンの伝説（フィリップ・ダルノー〈イアン・ホルム〉）※TBS版
- 黒いジャガー（ジョン・シャフト〈リチャード・ラウンドトゥリー〉）
- 黒いジャガー/シャフト旋風（ジョン・シャフト〈リチャード・ラウンドトゥリー〉）
- 黒い絨毯（クライスラー〈ウィリアム・コンラッド〉）※日本テレビ版
- 刑事マディガン（テイラー博士〈レイモン・サン・ジャック〉）※テレビ朝日版（BD収録）
- ゲッタウェイ（ジャック・ベニヨン〈ベン・ジョンソン〉）※テレビ朝日新録版
- ゲット・ショーティ（ハリー・ジム〈ジーン・ハックマン〉）
- ゴーリキー・パーク
- コイサンマン（ブレナー） ※TBS版
- 50歳の恋愛白書（ハーブ・リー〈アラン・アーキン〉）
- コマンドー（クック〈ビル・デューク〉）※テレビ朝日版
- ザ・シークレット・サービス（ハリー・サージェント〈フレッド・トンプソン〉）※テレビ朝日版
- ザ・デプス（ヴァン・ゲルダー）
- さよなら、さよならハリウッド（エド〈ジョージ・ハミルトン〉）
- 地獄の女囚コマンド（トーマス〈ジョージ・ケネディ〉）
- ジャックとジル（アル・パチーノ）
- シャッター アイランド（ジェレミア医師〈マックス・フォン・シドー〉）
- シャレード（ハーマン・スコビー〈ジョージ・ケネディ〉）※日本テレビ版
- ジャンクション（タッド〈ハリー・ベラフォンテ〉）
- 終着駅 トルストイ最後の旅（レフ・トルストイ〈クリストファー・プラマー〉）
- 12人の怒れる男 評決の行方
- ジュリア（ヨハン〈マクシミリアン・シェル〉）※フジテレビ版
- ジュリエットからの手紙（ロレンツォ・バルトリーニ〈フランコ・ネロ〉）
- ショート・サーキット（スクルーダー〈G・W・ベイリー〉）
- 少林寺（ワン将軍〈ユエ・チェン・ウェイ〉）※日本テレビ版
- 少林寺2（鮑〈ユエ・チェン・ウェイ〉）※日本テレビ版
- 少林寺三十六房（総長〈リー・ホイサン〉）
- スーパーマンII（ゾッド将軍〈テレンス・スタンプ〉）※TBS版
- スター・ウォーズ エピソード1/ファントム・メナス（ダース・シディアス〈イアン・マクダーミド〉）
- スタートレック ファーストコンタクト（ゼフラム・コクレーン〈ジェームズ・クロムウェル〉）
- ストリートファイター（チック・ギャンディル）
- スペース・サタン（ベンソン〈ハーヴェイ・カイテル〉）※LD版
- 千年医師物語〜ペルシアの彼方へ〜（イブン・シーナ〈ベン・キングズレー〉）
- ソフィーの選択（ラリー）※日本テレビ版
- ダーク・ウォーター（ヴィーク〈ピート・ポスルスウェイト〉）
- 大脱走（コリン〈ドナルド・プレザンス〉）※テレビ東京版
- ダイ・ハード（アル・パウエル巡査部長〈レジナルド・ヴェルジョンソン〉）※テレビ朝日版
- ダイ・ハード3（ウォルター・コッブ警部）※ソフト版
- 大陸横断超特急（グローヴァー・モルドゥーン〈リチャード・プライヤー〉）※日本テレビ版
- ダ・ヴィンチ・コード（サー・リー・ティービング〈イアン・マッケラン〉）※劇場公開版
- 007 オクトパシー（オルロフ〈スティーヴン・バーコフ〉）※TBS版
- 血のバレンタイン（ニュービー〈ドン・フランクス〉）
- デーヴ（ボブ・アレグザンダー大統領特別補佐官〈フランク・ランジェラ〉）※テレビ朝日版
- デッドゾーン（バナーマン〈トム・スケリット〉）
- デッドチェイス'90・地獄のハイウェイ（フランキー・ナバロ〈キャメロン・ミッチェル〉）
- Dr.パルナサスの鏡（Mr.ニック〈トム・ウェイツ〉）
- ドラキュラ（ヴァン・ヘルシング教授〈アンソニー・ホプキンス〉）※旧ソフト版
- トロイ（トリオパス〈ジュリアン・グローヴァー〉）※ソフト版
- ナバロンの嵐（ウィーヴァー軍曹〈カール・ウェザース〉）※フジテレビ版
- ナルニア国物語/第3章: アスラン王と魔法の島（ベルン卿[36]）
- 25時（ジェームズ・ブローガン〈ブライアン・コックス〉）
- 2001年宇宙の旅（アンドレイ・スミスロフ）
- 2010年（ヴィクター・ミルソン）※テレビ朝日版
- ネイティブ・ハート（ディーガン保安官〈カートウッド・スミス〉）
- ハードウェア（リンカーン〈ウィリアム・フットキンス〉）
- ハード・ターゲット（エミール・フーション〈ランス・ヘンリクセン〉）※ソフト版
- 裸足のトンカ（ピエトロ）
- バトルガンM‐16（エド・ザカライアス）
- バトルランナー（ミック〈ミック・フリートウッド〉）※フジテレビ版（BD収録）
- パニック・ルーム（スティーブ・アルトマン〈パトリック・ボーショー〉）※ソフト版
- ビバリーヒルズ・チワワ2（サムの父〈カスチュロ・ゲッラ〉）
- ヒューゴの不思議な発明（ジュルジュ・メリエス〈ベン・キングズレー〉）
- フィフス・エレメント（マンロー将軍〈ブライオン・ジェームズ〉）※DVD・ビデオ版
- フィラデルフィア（チャールズ・ウィーラー社長〈ジェイソン・ロバーズ〉）
- FAIL SAFE 未知への飛行（ブラック准将〈ハーヴェイ・カイテル〉）
- フェラーリの鷹（ピストーネ）
- フォーカス（オーウェンズ〈ジェラルド・マクレイニー〉）
- 普通の人々（バーガー〈ジャド・ハーシュ〉）※テレビ朝日版
- プリティ・リーグ（ウォルター・ハーヴェイ〈ゲイリー・マーシャル〉）※日本テレビ版
- ブリンクス（スペッキー・オキーフ〈ウォーレン・オーツ〉）※テレビ朝日版
- ブルーサンダー（ブラドック警部〈ウォーレン・オーツ〉）※テレビ朝日版
- ブルベイカー（リチャード・”ディッキー”・クームス〈ヤフェット・コットー〉）
- プレッジ（ジェリー・ブラック〈ジャック・ニコルソン〉）
- ブロブ/宇宙からの不明物体（ミーカー牧師）
- ベイブ（レックス〈ヒューゴ・ウィーヴィング〉）※ソフト版
- ベイブ/都会へ行く（レックス〈ヒューゴ・ウィーヴィング〉）※ソフト版
- ペリカン文書（デントン・ヴォイルズ〈ジェームズ・シッキング〉）※テレビ朝日版
- 冒険者たち（マヌー〈アラン・ドロン〉）※フジテレビ版
- ポセイドン・アドベンチャー（ロゴ刑事〈アーネスト・ボーグナイン〉[37]）※テレビ朝日版
- ボディ・ダブル
- マイ・ガール2（フィル・サルテンファス〈リチャード・メイサー〉）※ソフト版
- マスク・オブ・ゾロ（ドン・ルイス〈トニー・アメンドーラ〉）※ソフト版
- マッドマックス（トーカッター〈ヒュー・キース・バーン〉）
- マディソン郡の橋（リチャード・ジョンソン〈ジム・ヘイニー〉）※日本テレビ版
- マリーゴールド・ホテル 幸せへの第二章（ノーマン・カズンズ〈ロナルド・ピックアップ〉）
- 身代金（ホーキンス捜査官〈デルロイ・リンドー〉）※テレビ朝日版
- ミミック（マニー〈ジャンカルロ・ジャンニーニ〉）※テレビ東京版
- ミュンヘン（ハンス〈ハンス・ツィッシュラー〉）
- 未来世界（ハリー・クロフト）※日本テレビ版
- メッセージ・イン・ア・ボトル（ドッジ・ブレイク〈ポール・ニューマン〉）
- メル・ブルックスの大脱走（フレデリック・ブロンスキー〈メル・ブルックス〉）※TBS版（DVD収録）
- U-571（ヘンリー〈ハーヴェイ・カイテル〉）※テレビ朝日版
- ラスト・ボーイスカウト（シェリー・マーコン〈ノーブル・ウィリンガム〉）※フジテレビ版
- リベンジ・マッチ（ルイス・“稲妻”・コンロン〈アラン・アーキン〉）
- ルパン三世（トーマス・ドーソン〈ニック・テイト〉）
- レオン（トニー〈ダニー・アイエロ〉）※オリジナル版
- レッドソニア（アイコル〈ロナルド・レイシー〉）
- レッドプラネット（バド・シャンティラス〈テレンス・スタンプ〉）
- レッドブル（ビクター・ロスタビリ〈エド・オロス〉）※ビデオ版
- ロスト・ハイウェイ（ミスター・エディ / ディック・ロラント〈ロバート・ロッジア〉）
- ロッキー5/最後のドラマ（ジョージ・ワシントン・デューク〈リチャード・ガント〉）※ビデオ版
- ロミオ+ジュリエット（ロレンス神父〈ピート・ポスルスウェイト〉）※ソフト版
- ロングウェイ・ホーム（フロイド・ブース〈ジョージ・ズンザ〉）

#### ドラマ
- 愛と殺意の海域（トム〈リチャード・ウィドマーク〉）
- アボンリーへの道（クライブ・ペティボーン）※NHK版
- アメリカン・ヒーロー（ヒドラ〈ジョージ・ロロス〉）
- ER緊急救命室
  - シーズン3 #9（副院長）
  - シーズン4、11（ハーブ・スピバック〈ダン・ヘダヤ〉）
  - シーズン12（ジェームス・ガラント大佐〈アーニー・ハドソン〉）
- 美しき日々（イ・ソンチュン）
- エグザイル 戦慄の絆（ドナルド・メッツラー）※WOWOWプライム版
- 恐竜家族（レイ・ガーティン）
- クレイズ・アナトミー7 #13（ダニエル〈ハリソン・ペイジ〉）※WOWOW版
- 黒いジャガー TVシリーズ（ジョン・シャフト〈リチャード・ラウンドトゥリー〉）
- 刑事スタスキー&ハッチ シーズン1 #9（コニー）
- 刑事ロニー・クレイブン（ハーコート〈イアン・マクニース〉）
- ケインとアベル（ロスノフスキー男爵〈クリストファー・カザノフ〉）
- こちらブルームーン探偵社
  - シーズン1 #2（フランクリン・テイト）
  - シーズン3 #8（アルバート〈リチャード・リバティーニ〉）
- CSI:ニューヨーク8（ヴィンセント〈ロバート・フォスター〉）※WOWOWプライム版
- ジェシカおばさんの事件簿 #4（サム・ブリーン〈ウィリアム・ウィンダム〉）
- シャーロック・ホームズの冒険
  - 「入院患者」（ランナー警部）
  - 「空き家の怪事件」（セバスチャン・モラン大佐〈パトリック・アラン〉）
  - 「ウィステリア荘」（ヘンダスン）
- 主任警部モース
  - 「消えた装身具」（ハワード・ブラウン）
  - 「死はわが隣人」（ジュリアン・ストーズ）
- 新アウターリミッツ（バーネット警部〈ゲイリー・チョーク〉、スラットレイ隊長）※WOWOW版
- スカーレット/続・風と共に去りぬ（ジョン・モーランド）
- ソフィア・ローレン 母の愛（父ドメニコ）※NHK-BShi版
- ターザンの大冒険（アウグスタス）※NHK-BS2版
- 探偵レミントン・スティール
- 地上最強の美女たち!チャーリーズ・エンジェル シーズン2 #7（ヘルムート・クラウス）
- デスパレートな妻たち7（フランク〈ラリー・ハグマン〉）※NHK BSプレミアム版
- 電撃スパイ作戦 #3（カイ・ミン〈アンディ・ホー〉）、#20
- 天才少年ドギー・ハウザー（ドギーの父、デヴィッド・ハウザー〈ジェームズ・シッキング〉）※NHK版
- ナイトメア・ルーム（日本語版オープニング・ナレーション）※NHK版
- バッファロー・ガールズ/カラミティ・ジェーンの半生（ワイルド・ビル・ヒコック〈サム・エリオット〉）※NHK版
- バトルスター・ギャラクティカ（ウィリアム・アダマ艦長〈エドワード・ジェームズ・オルモス〉）
- パパにはヒ・ミ・ツ シーズン1 #20（コーディ・グラント〈ロバート・ギローム〉）
- HAWAII FIVE-0 ※AXN版
  - シーズン2 #18（トニー〈ジェームズ・カーン〉）
  - シーズン8 #19（リロイ・デイヴィス〈フランキー・フェイソン〉）
- ヒロシマ 原爆投下までの4か月（ジョージ・マーシャル〈レオン・パウエル〉）
- ブルーブラッド 〜NYPD家族の絆〜（ホワイティ・ブレナン〈マーク・マーゴリス〉）※ユニバーサルチャンネル版
- MACGYBER/マクガイバー シーズン3（クレイ / エリオット・メイソン<ピーター・ウェラー>）※初代
- ミステリー・グースバンプス（日本語版オープニング・ナレーション）※NHK版
- ミス・マープル5 青いゼラニウム（サマーセット警部〈ケヴィン・マクナリー〉）※NHK BSプレミアム版
- 名探偵ポワロ（ジャップ警部〈フィリップ・ジャクソン〉）※NHK版
- 名探偵モンク 第2話「モンクvs超能力」（元サンフランシスコ警察署長ハリー・アッシュコム）※NHK-BS2版
- ヤングライダーズ シーズン2 #10（サイラス・ハッピー〈ブライアン・キース〉）
- ラスベガス シーズン1（ジョン〈デニス・ホッパー〉）

#### アニメ
- ナットのスペースアドベンチャー3D（エイモス・マクマフライ）
- 怪盗グルーのミニオン危機一発（サイラス・ラムズボトム）
- 怪盗グルーのミニオン大脱走（サイラス・ラムズボトム）
- ラプンツェルのウェディング（司祭）

### ボイスオーバー
- NHKスペシャル（NHK総合）
  - 「日本海軍 400時間の証言」（2009年）
  - 「原爆投下・いかされなかった極秘情報」（2011年）
  - 新・映像の世紀 第1集「百年の悲劇はここから始まった」（2015年） - フリッツ・ハーバー ※朗読
  - 映像の世紀プレミアム 第2集「戦争 科学者たちの罪と勇気」（2016年） - ジークムント・フロイト ※朗読
  - 「731部隊 人体実験はこうして拡大した/隊員たちの素顔」（2018年）

### テレビ番組
- NHKドキュメント
  - 野性発見の旅 〜ライオンとアンソニー・ホプキンス〜 （アンソニー・ホプキンス）※ナレーション